# Diphascon mitrense
Diphascon mitrense är en djurart som tillhör fylumet trögkrypare, och som beskrevs av Pilato, Binda och Quartieri 1999. Diphascon mitrense ingår i släktet Diphascon och familjen Hypsibiidae. Inga underarter finns listade i Catalogue of Life.